# Естеркуель
Естеркуель (ісп. Estercuel) — муніципалітет в Іспанії, у складі автономної спільноти Арагон, у провінції Теруель. Населення — 271 особа (2010).
Муніципалітет розташований на відстані близько 260 км на схід від Мадрида, 70 км на північний схід від міста Теруель.

## Демографія
Динаміка населення (INE ):